# Knowledge Management System
Os Knowledge Management System (ou em português Sistemas de Gestão do Conhecimento) são sistemas TI de apoio à gestão organizacional que procuram dar uma perspectiva transversal do processo de gestão da organização. Refere-se a uma abordagem multidisciplinar para alcançar objetivos organizacionais, fazendo o melhor uso do conhecimento. Isto é, todos os funcionários passam a ter conhecimento dos procedimentos da organização, sendo por exemplo, o caso da disseminação dos know-how empresariais, por exemplo da criação de um determinado produto.